# Menesia guttata
Menesia guttata är en skalbaggsart som först beskrevs av Aurivillius 1920.  Menesia guttata ingår i släktet Menesia och familjen långhorningar.
Artens utbredningsområde är Sarawak. Inga underarter finns listade i Catalogue of Life.